# Tiare pontificale

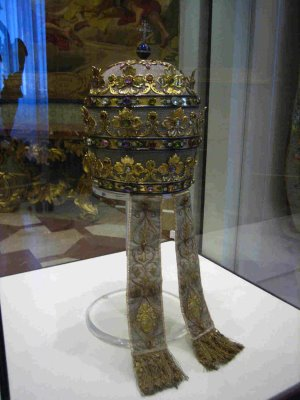
Tiare à triple couronne chargée de pierres précieuses et dotée de ses fanons, exposée dans la chapelle Sixtine. Attribut du pape Pie IX, elle a été portée ensuite par les papes Pie X, Pie XII et Jean XXIII, notamment lors de leur couronnement.

La tiare pontificale, appelée aussi le trirègne (en latin tiara ou triregnum), est la triple couronne des papes, à caractère non liturgique (contrairement à la mitre papale), mais doctrinal car la tiare symbolise le pouvoir pétrinien donné par Jésus-Christ à saint Pierre. Bien que n'étant plus portée par les papes — le dernier à la porter fut Paul VI à son couronnement, avant qu'il n'y renonce — la tiare fait toujours partie des armoiries du Vatican et de l'emblème du Saint-Siège. 
La tiare est donc utilisée pour exprimer solennellement le pouvoir spécifique du pape et est distincte de la mitre, insigne liturgique des évêques de l'Église latine, également portée par le pape en tant qu'évêque de Rome.

## Forme matérielle

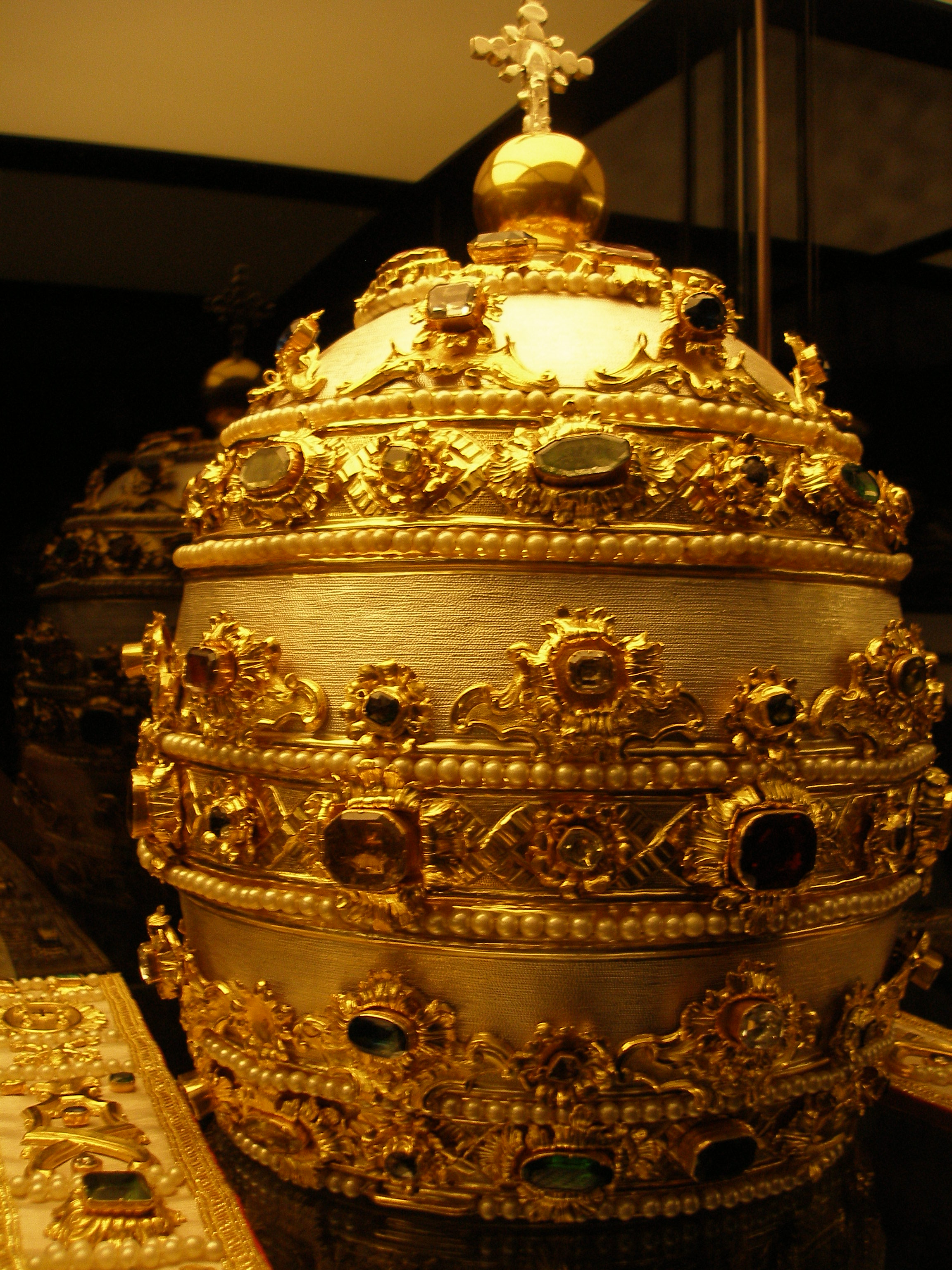
L'énorme tiare dont on coiffe la statue de bronze de saint Pierre dans la basilique vaticane, chaque 29 juin, en la fête des saints Pierre et Paul.

La tiare est un couvre-chef élevé, en forme d'ogive généralement en tissu renforcé de fil d'argent ou de fil d'or, entouré de trois couronnes d'or superposées : la première à même le front, la deuxième à mi-hauteur, et la troisième, plus resserrée, en dessous du sommet. Le sommet de la tiare est surmonté d'un globe et d'une croix, ou parfois de la croix seule. Par derrière, au niveau du cou, tout comme pour la mitre, sont fixés deux fanons (bandes de tissu doublé, larges et frangés, tombant sur la nuque et le haut du dos), chacun marqué d'une croix et frappé des armes du pape pour qui la tiare a été faite (quand le pape régnant coiffait occasionnellement la tiare de l'un de ses prédécesseurs, on y fixait, le temps de l'office ou de la cérémonie, des fanons portant ses propres armes).
L'usage de la tiare, comme couvre-chef « matériel », est récemment tombé en désuétude, depuis la décision personnelle du pape Paul VI (sans engager ses successeurs de suivre son exemple, car cela aurait été canoniquement impossible), décision qui devint effective lors de la clôture du IIe concile œcuménique du Vatican, le 8 décembre 1965. Cependant la tiare, comme déjà mentionné plus haut, figure toujours officiellement dans les armoiries du Saint-Siège et sur le drapeau du Vatican ; en revanche, elle est toujours d'usage pour la statue en bronze de saint Pierre, dans la basilique vaticane : chaque 29 juin, fête des saints Pierre et Paul, la statue est solennellement coiffée d'une énorme tiare et est revêtue d'une précieuse chape papale, l'une et l'autre lui étant propres. Benoît XVI est le premier pape à avoir remplacé, dans ses armoiries personnelles, la tiare par une mitre, mais dont les trois bandes superposées évoquent symboliquement les trois couronnes présentes dans la tiare matérielle. Les papes François puis Léon XIV ont maintenu dans leurs armoiries personnelles cette mitre à trois bandes superposées, entourées des Clefs de saint Pierre.

## Signification religieuse: trois couronnes, trois pouvoirs
Les trois couronnes superposées de la tiare expriment et symbolisent respectivement le triple pouvoir du pape : 
- Pouvoir d'Ordre sacré (en tant que Vicaire du Christ sur la terre et successeur de saint Pierre) : il nomme les évêques et leur donne, lui seul, l'investiture canonique ; il est par excellence le « grand prêtre », le Souverain Pontife ici-bas ;
- Pouvoir de Juridiction (en vertu du Pouvoir des Clefs). Bien que ce pouvoir soit également donné par le Christ à l'ensemble des Douze Apôtres agissant collectivement (et donc à l'ensemble des évêques, leurs successeurs, lorsqu'ils agissent collectivement en concile autorisé par le pape), le Pouvoir des Clefs est, par excellence, celui du pape seul, qu'il peut exercer souverainement et en tout temps, en toute indépendance des évêques et de tout pouvoir civil sur la terre[1]. Ce pouvoir souverain et universel lui a été donné par le Christ en la personne de saint Pierre : « Je te donne les clefs du Royaume des cieux : tout ce que tu lieras sur la terre sera lié dans les Cieux, et tout ce que tu délieras sur la terre sera délié dans les Cieux » (Mt 16,19) (c'est-à-dire tout ce que le pape interdit ou autorise) ;
- Pouvoir de Magistère (comme Docteur suprême de l'Église) : c'est le pouvoir d'enseignement propre au Saint-Siège apostolique, enseignement garanti par l'infaillibilité pontificale lorsque le pape se prononce solennellement, ex cathedra, en matière de foi ou de mœurs. Bien que l'infaillibilité pontificale n'ait été juridiquement proclamée, en tant que dogme, qu'en 1870 par le premier concile œcuménique du Vatican, elle a cependant toujours fait partie de la foi et de la Tradition depuis l'Âge apostolique).[non neutre]

## Autres significations
La signification des trois couronnes formant la tiare papale a cependant évolué au cours de l'Histoire pour revêtir, à certaines époques, une signification plus ou moins séculière. Ainsi traditionnellement, ce triple pouvoir était également exprimé par trois titres qui eurent, notamment au Moyen Âge, un accent davantage « temporel » ou « politique » : 
- Père des rois ;
- Régent du monde ;
- Vicaire de Jésus-Christ (ce dernier titre faisant partie de la titulature papale dans toutes les époques).

Cependant il existe d'autres interprétations qui recoupent plus ou moins celles déjà abordées. L'une d'elles veut que la tiare symbolise les trois fonctions du pape en tant qu'évêque de Rome, en tant que roi (puisqu'il est monarque et chef d'État), et en tant que Docteur universel de l'Église. Une autre interprétation enfin, notamment durant le millénaire qu'ont duré les États de l'Église, jusqu'en 1870, a vu dans les trois couronnes, respectivement : 
- Le symbole du pouvoir temporel : encore aujourd'hui le pape est chef d'État, exerçant un pouvoir absolu, exécutif, législatif et judiciaire, dans l'État du Vatican ;
- Le symbole du pouvoir spirituel : le pape en tant que Chef de l'Église ;
- Le symbole de l'autorité sur les rois et les princes de la Chrétienté : le pape ayant été celui qui les instituait et les couronnait (pouvoir qu'il garde en théorie), et donc celui qui pouvait également les déposer, les excommunier et ou jeter l'interdit sur leur royaume ou sur leur personne.

## Histoire

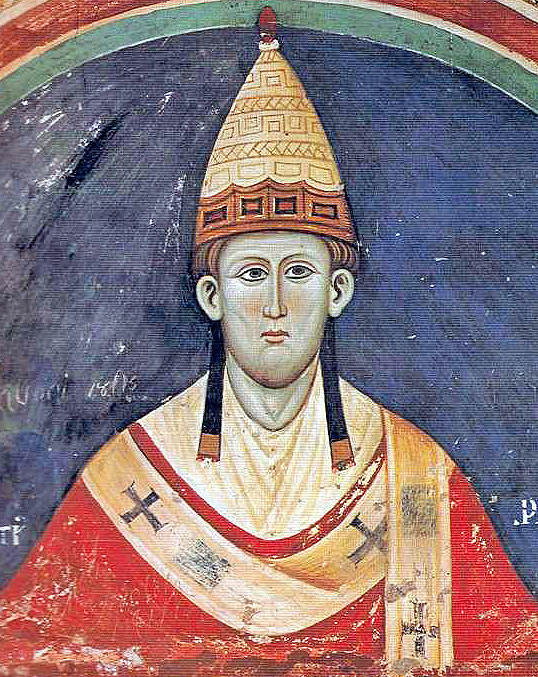
Le pape Innocent III (1219), coiffé de la tiare (fresque de l'abbaye du Sacro Speco). Son pontificat représente l'apogée de la puissance pontificale en matière de société civile

### Apparition de la tiare: dès leVIesiècle
La tiare papale remonte à l'Antiquité tardive. À l'origine, elle consistait en une sorte de « toque » fermée à paroi rigide, qu'on accompagna d'une première couronne à partir de 1130 pour exprimer le pouvoir souverain du pape sur le « Patrimoine de Pierre », c'est-à-dire sur les États de l'Église. Cette première couronne semble cependant remonter à une époque bien antérieure selon certains historiens, puisqu'ils en situent l'origine au début du VIe siècle. En effet, dans la guerre que Clovis mena après son baptême, vers 498, contre les Wisigoths et qui se termina par la bataille de Vouillé (507), ce roi avait reçu le soutien d’Anastase Ier, empereur d’Orient. De Constantinople, Anastase envoya à Clovis des lettres accompagnées de l'offrande des ornements de la dignité impériale. En la basilique Saint-Martin de Tours, Clovis revêtit ces ornements et ceignit son front du diadème ainsi offert, dont il fit bientôt offrande, à son tour, au pape Hormisdas (Liber pontificalis, LIV, 10), estimant que celui-ci lui était supérieur en rang et en honneur ; ces historiens pensent que ce diadème offert au pape a constitué la première couronne de la tiare des souverains pontifes (Pfeffel et Anquetil se trompent en affirmant que le diadème avait été envoyé au pape Symmaque, alors qu'il s'agissait bien du pape Hormisdas). Le geste d'hommage de Clovis envers le souverain pontife est venu, pour ainsi dire, ratifier l'interprétation selon laquelle la première couronne de la tiare signifie symboliquement que le pape est Père des rois (V. ci-dessus).

### Signification politique et religieuse de la tiare
Avec la prudence qui s'impose, on pourrait cependant avancer l'analyse suivante. Les papes ont porté, à l'origine, un bonnet conique, symbole traditionnel de souveraineté qui a son origine en Orient (ainsi, une coiffure en forme de tiare prévalait chez les souverains orientaux et était portée par eux dans les occasions solennelles). À Rome, ce bonnet conique avait l'intérêt de constituer un couvre-chef pontifical distinct de la mitre, coiffure liturgique des évêques, et portée par le pape lui-même en tant qu'évêque de Rome. Comme il avait été naturel pour les papes de reprendre une symbolique liée par ailleurs aux empereurs de la Rome antique dont ils ont dû assumer, d'abord de facto, et très vite de droit, les pouvoirs civils dans Rome (notamment depuis le pape saint Grégoire Ier le Grand, que la déliquescence des autorités civiles face à l'invasion barbare força à assumer les prérogatives de l'État), ils adoptèrent donc progressivement cette coiffe des anciens monarques d'Orient (rois assyriens et perses) à cause de sa symbolique de souveraineté. En effet, cette coiffure allait symboliser le pouvoir civil qu'ils durent assumer de plus en plus à Rome à partir du VIe siècle. À ce bonnet d'abord simplement conique, vint donc s'ajouter rapidement une première couronne grâce à l'hommage et au don d'un roi nouvellement converti, Clovis (voir ci-dessus), avant qu'une autre occasion, quelques siècles plus tard, ne constituât l'origine d'une seconde couronne. Cette seconde occasion reste toutefois difficile à cerner tant ses circonstances sont restées obscures ; mais la majorité des historiens se range habituellement à cet égard autour des thèses d'un ouvrage du XVIIIe siècle, l'Illustrazione di un antico sigillo della Garfagnana (1762) du cardinal Giuseppe Garampi, écrit à une époque où l'on cherchait à préciser de très près la symbolique des trois couronnes de la tiare papale.

### Hésitations sur la symbolique de la deuxième couronne
À la suite de l'ouvrage savant du cardinal Garampi, la majorité des historiens s'accorde pour attribuer au pape Boniface VIII l'ajout d'une deuxième couronne à la tiare, précisément en 1301. Par là, ce pape aurait voulu signifier que le Pontife romain détient non seulement l'autorité spirituelle (1re couronne) mais qu'il a encore, de ce fait, un droit de regard sur l'autorité civile, et même un droit de contrôle sur elle puisque l'exercice de l'autorité civile est censé se conformer à la loi morale et aux commandements divins, dont l'Église est l'interprète légitime. Si cet ajout de la deuxième couronne à la tiare a réellement eu lieu sous Boniface VIII, il serait donc intervenu dans un contexte particulièrement dramatique, celui du violent conflit qui a opposé le roi de France Philippe le Bel au Saint-Siège, conflit qui allait culminer dans l'attentat d'Anagni.
Au titre de « surveillant » du pouvoir civil, le pape Boniface VIII n'hésita pas, en diverses circonstances, à revêtir les insignes impériaux, les substituant même, occasionnellement, aux vêtements pontificaux pour bien marquer par là qu'il avait, comme pape, un droit de regard au moins moral sur ce que faisait le pouvoir civil. En effet, à l'encontre des théories déjà communes au Moyen Âge, Boniface VIII estimait qu'il n'y avait pas, en réalité, deux principes radicalement séparés (le spirituel, d'une part, et le temporel d'autre part), mais, au fond, un seul et unique principe : celui de la puissance spirituelle chargée du salut général de la société ; toute autre croyance étant, à ses yeux, un reste de l'hérésie manichéenne (fulmination de la bulle pontificale Unam Sanctam en 1302). Paradoxalement, c'est pour cette raison que certains historiens ont douté qu'un pape aussi intransigeant que Boniface VIII ait réellement été à l'origine de la deuxième couronne de la tiare papale... Car, comment croire qu'un pape qui avait une conscience aussi aiguë de l'unité de la puissance pontificale, telle que l'avait Boniface VIII, au point de ne pas admettre la théorie des « deux glaives » (distinction du spirituel et du temporel), ait pu ajouter une seconde couronne à la tiare, impliquant la reconnaissance de facto d'un autre pouvoir, parallèle au pouvoir spirituel ? Quoi qu'il en soit, l'opinion générale qui prévaut désormais est bien celle qui attribue à Boniface VIII l'ajout de la deuxième couronne à la tiare, sans doute pour signifier que le domaine civil, tout autant que le domaine spirituel, est pleinement concerné, lui aussi, par l'autorité morale du Pontife romain. 

### 1342 – Forme définitive de la tiare: le trirègne
Quelle que soit la symbolique exacte de la deuxième couronne, on n'allait pas en rester là : car deux, cela faisait naturellement appel à trois, chiffre éminemment parfait et, surtout, sacré à divers degrés dans la symbolique chrétienne. Vint donc s'ajouter rapidement une troisième et dernière couronne pour marquer que la souveraineté à Rome, dans ses trois formes d'autorité, civile, militaire et spirituelle, était tout entière, en fait comme en droit, la prérogative exclusive du Pontife romain. C'est Benoît XII qui, en 1342, fit ajouter peu avant sa mort une troisième couronne à la tiare ; elle symbolise l'autorité morale du Pape sur tous les souverains civils et les peuples, et le devoir de tous de la reconnaître. Toutefois, selon d'autres historiens, c'est Jean XXII qui aurait fait ajouter cette troisième couronne, ou bien encore Urbain V ; l'incertitude reste grande à ce sujet et rend peu aisée l'interprétation précise des trois couronnes, faute d'en pouvoir repérer l'origine exacte. Quoi qu'il en soit, la forme acquise par la tiare papale au cours du XIVe siècle, avec sa triple couronne, allait être désormais définitive pour plus de sept siècles, jusqu'à nos jours.

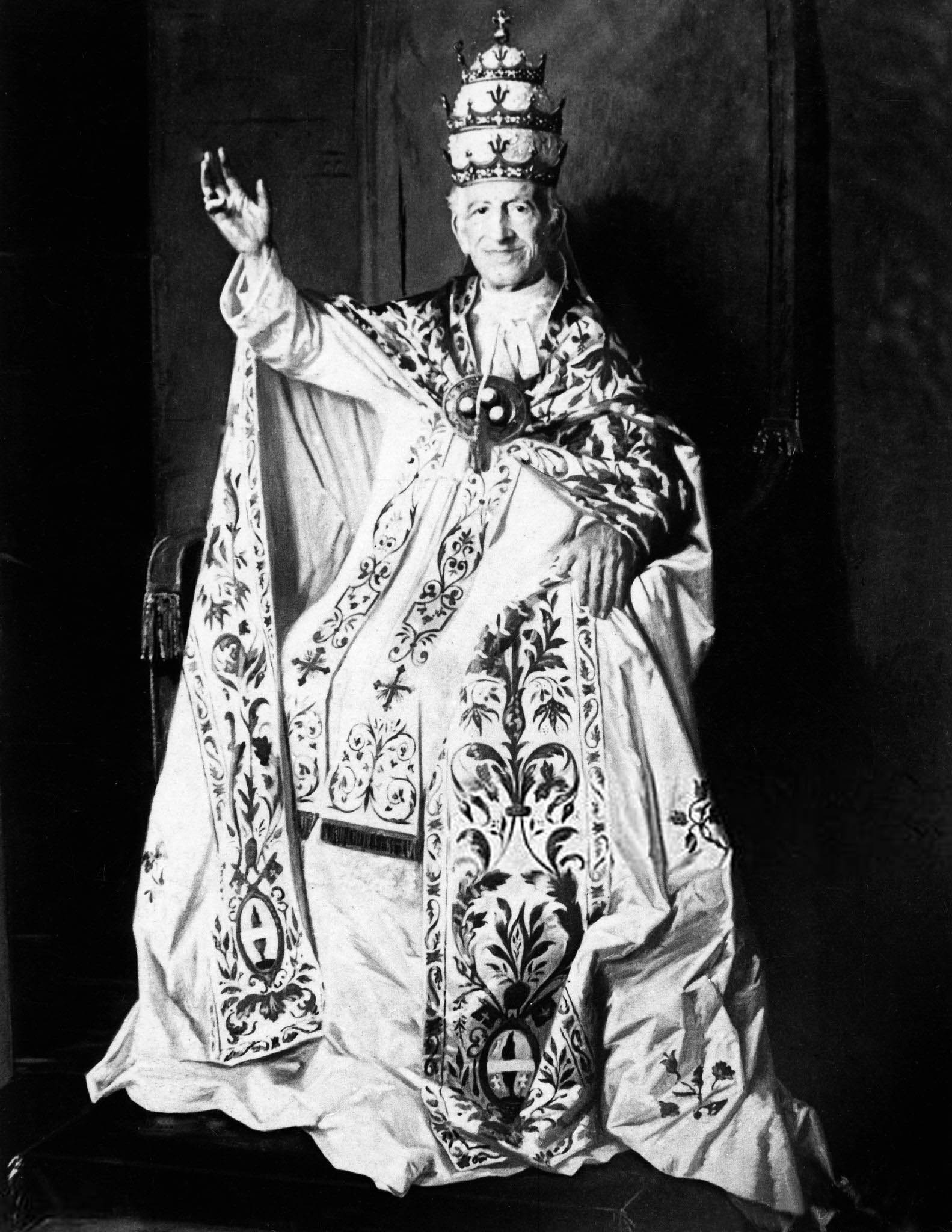
Le pape Léon XIII revêtu de la chape pontificale et coiffé de la tiare.

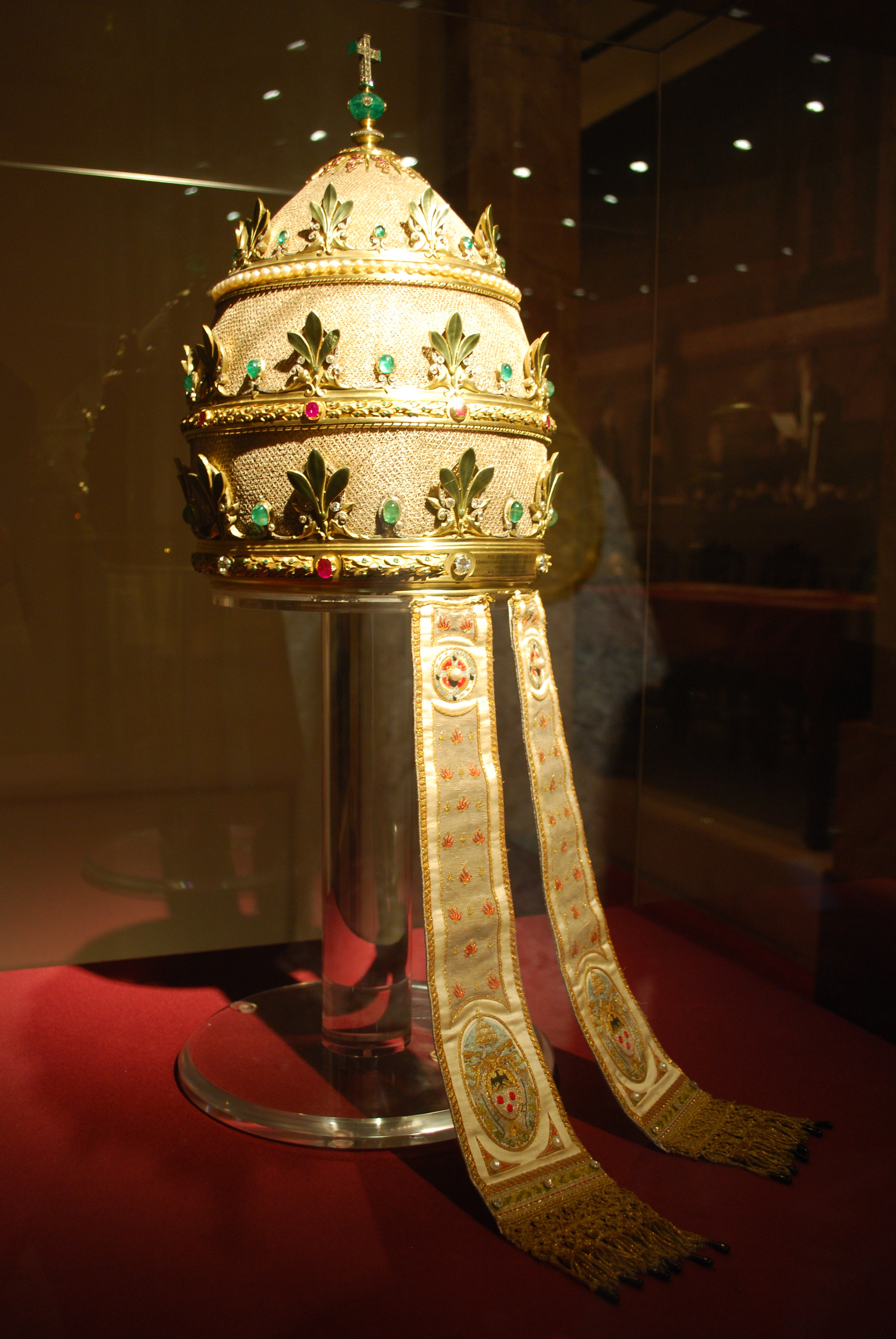
La tiare de Pie XI

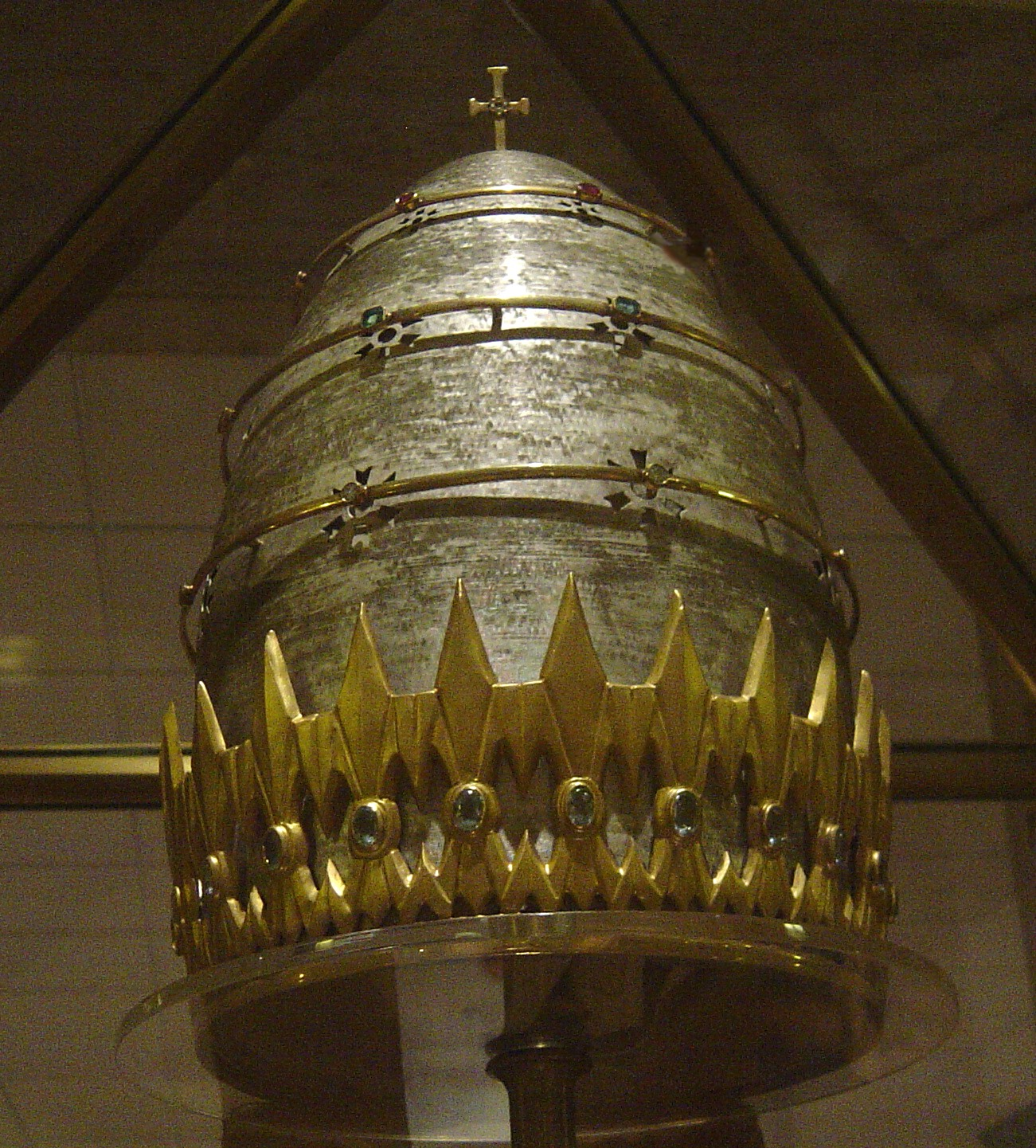
La tiare de Paul VI, exposée en la Basilique de l'Immaculée Conception depuis 1968.

### La tiare dans l'histoire et de nos jours
Comme déjà signalé, la tiare, à l'origine, était un bonnet conique rigide entouré d'un diadème au niveau du front. Son étoffe fut de bonne heure constitué d'un drap d'or empesé, et c'est au XIIe siècle que son tissu fut remplacé par un cône de métal. La première tiare de ce type, documentée dans les chroniques, est celle qui fut rapportée à Rome par Grégoire XI, lors de son retour définitif d'Avignon ; au début du XVe siècle, cette tiare passera en Espagne, avec l'antipape Benoît XIII, avant d'être restituée au pape Martin V en 1429, puis de disparaître en 1485 à la suite d'un vol (E. Müntz, La Tiare pontificale du VIIIe au XVIe s. - Mém. de l'Acad. des Inscriptions, 1897). 
Par la suite, le Saint-Siège conservera des tiares de diverses époques, notamment celle des papes Jules II et Paul III. Plus tard, après le Concordat, Napoléon en offrit une, particulièrement somptueuse, au pape Pie VII, tiare dite « napoléonienne ».
Le premier pape à avoir été solennellement couronné avec la tiare est Nicolas II, en 1059. Lorsque l'on procédait à la cérémonie du couronnement proprement dit, c'était la charge du cardinal protodiacre de déposer la tiare sur le front du Pontife en lui disant publiquement, d'une voix forte, en latin : « Reçois cette tiare ornée d'une triple couronne, et sache que tu es Père, Prince et Roi, le Recteur de la terre et le Vicaire de Notre-Seigneur Jésus-Christ ». Il est probable que l'origine de la première partie de la formule (utilisée telle quelle jusqu'au couronnement du pape Paul VI en 1963) date de l'époque où les papes combattaient activement dans l'ordre temporel (XIIe siècle-XVIe siècle).

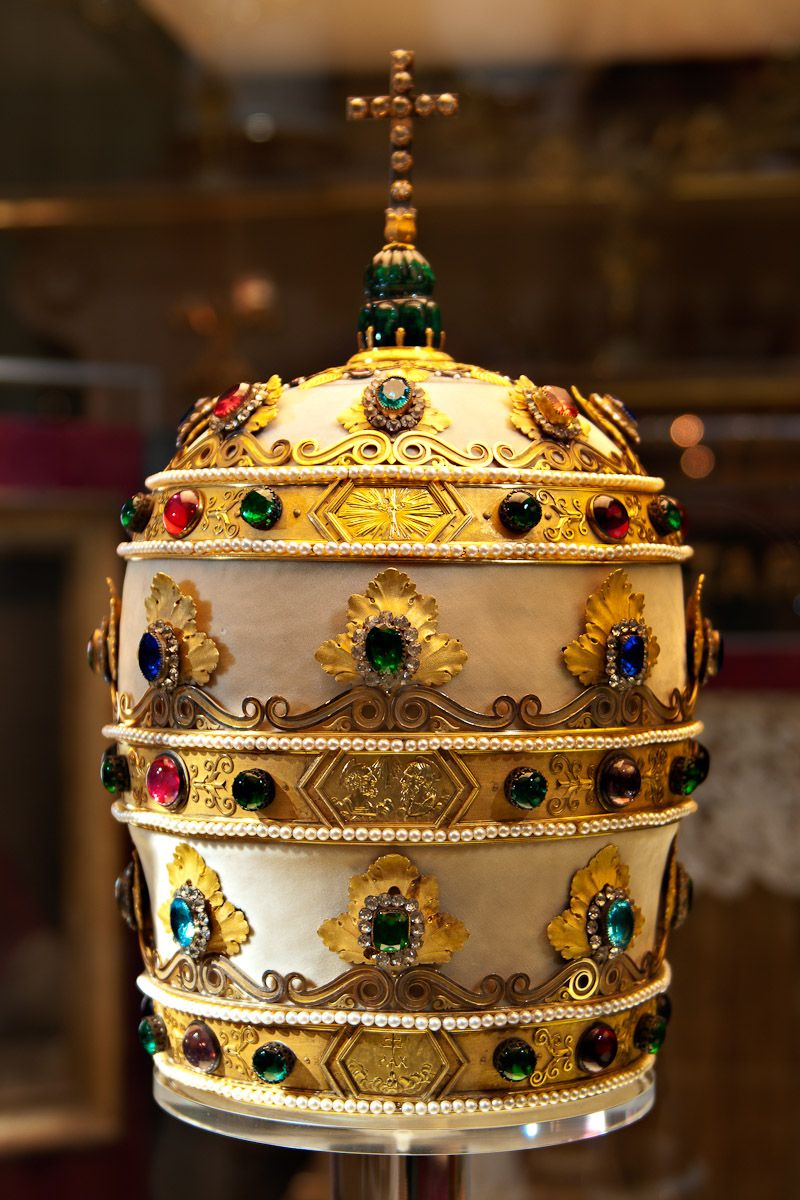
Tiare offerte par Napoléon à Pie VII à l'occasion de son couronnement à Paris le 2 décembre 1804 (Conçue par la Maison Chaumet)

L'usage de la tiare dans les cérémonies solennelles a été abandonné par la décision du pape Paul VI, sans y engager ses successeurs (ce que tout pape régnant ne peut d'ailleurs pas faire, puisque chaque nouveau pape est en droit de prendre souverainement d'autres décisions, ou bien suivre celles de son ou de ses prédécesseurs) ; toutefois, les successeurs de Paul VI ont choisi, à leur tour, de ne pas réutiliser matériellement la tiare, tout en maintenant sa présence, comme déjà mentionné, dans les armoiries pontificales du Saint-Siège. La tiare précieuse de Paul VI lui avait été offerte, lors de son couronnement, par les fidèles de son archidiocèse de Milan. Quand il renonça à la porter, il décida qu'elle serait vendue et que son prix serait distribué aux pauvres ; mais elle fut rachetée par l'Archidiocèse de New York,. Le 13 novembre 1964, devant tous les évêques, en plein concile Vatican II. Paul VI fut donc le dernier pape à coiffer la tiare.
Jean-Paul Ier, son successeur, renonça à la cérémonie d'un couronnement, avec son rite du Sic transit gloria mundi ; désormais, c'est l'acte d'élection par le conclave et son acceptation par l'élu qui ipso facto confère à celui-ci sa pleine juridiction de Pape (il en a toujours été ainsi antérieurement, mais la cérémonie du couronnement venait, pour ainsi dire, manifester concrètement ce pouvoir juridique plénier). Depuis Jean-Paul Ier, c'est une cérémonie solennelle (dite de l'installation dans le ministère pétrinien) qui marque désormais le début du nouveau pontificat, en général une semaine après l'élection; cette cérémonie liturgique comporte, entre autres, la mise de l'Anneau du Pêcheur à l'annulaire de la main droite du nouveau pape, celle du pallium papal sur ses épaules, et, au cours des jours suivants, le déplacement solennel du pape pour aller prendre possession de la Basilique Saint-Jean de Latran, sa cathédrale en tant qu'Évêque de Rome (il peut aussi y envoyer un légat apostolique effectuer cette prise de possession en son nom, comme cela s'est fait pour les papes Léon XIII, saint Pie X, Benoît XV et Pie XI tant que la question romaine n'avait pas été résolue avec l'État italien et que le Souverain Pontife, en conséquence, se considérait comme « prisonnier au Vatican ») ; cependant tous ces actes liturgiques solennels n'ont pas de valeur juridique proprement dite, mais symbolique, le pape étant déjà en possession de tous ses pouvoirs pontificaux et de toute son autorité apostolique dès l'instant où il avait dit « Oui » à son élection au sein du conclave qui l'a élu.

### Tiares offertes aux papes Jean-Paul II, Benoît XVI et François
Il est à noter que tous les papes successeurs de Paul VI (hormis Jean-Paul Ier, décédé seulement un mois après son élection) ont personnellement reçu une tiare offerte durant leur pontificat, sans toutefois la coiffer. 
- En 1981, une délégation de catholiques de Hongrie (alors pays encore sous régime communiste) a offert au pape saint Jean-Paul II une tiare, qu'il a acceptée.
- Le 25 mai 2011, une délégation de catholiques allemands a offert au pape Benoît XVI une tiare réalisée par des orfèvres orthodoxes bulgares. Le pape l'accepte mais ne la porte pas[3].
- Le 16 mai 2016, le président de l'ex-République yougoslave de Macédoine, Trajko Veljanovski, à la tête d'une délégation civile et religieuse de son pays, offre au pape François une splendide tiare ornée, œuvre commune d'orfèvres macédoniens et des moniales du monastère Saint-Georges-le-Victorieux de Raytchitsa ; le pape l'accepte, sans toutefois manifester son intention de la porter par la suite[4].

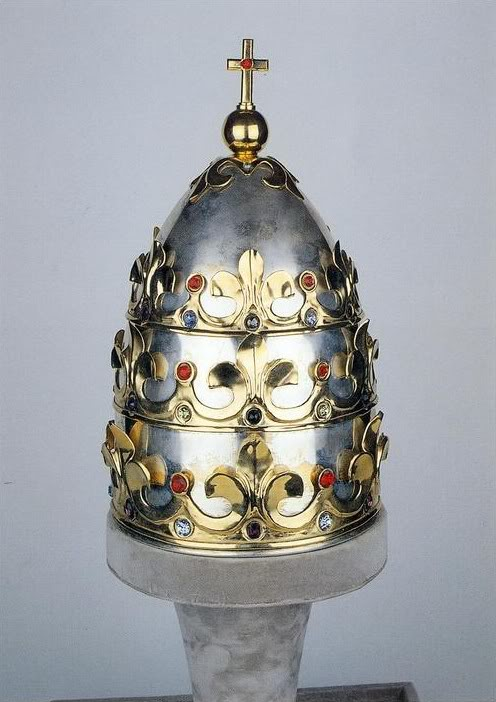
La tiare offerte au pape Jean-Paul II en 1981 par les catholiques hongrois.
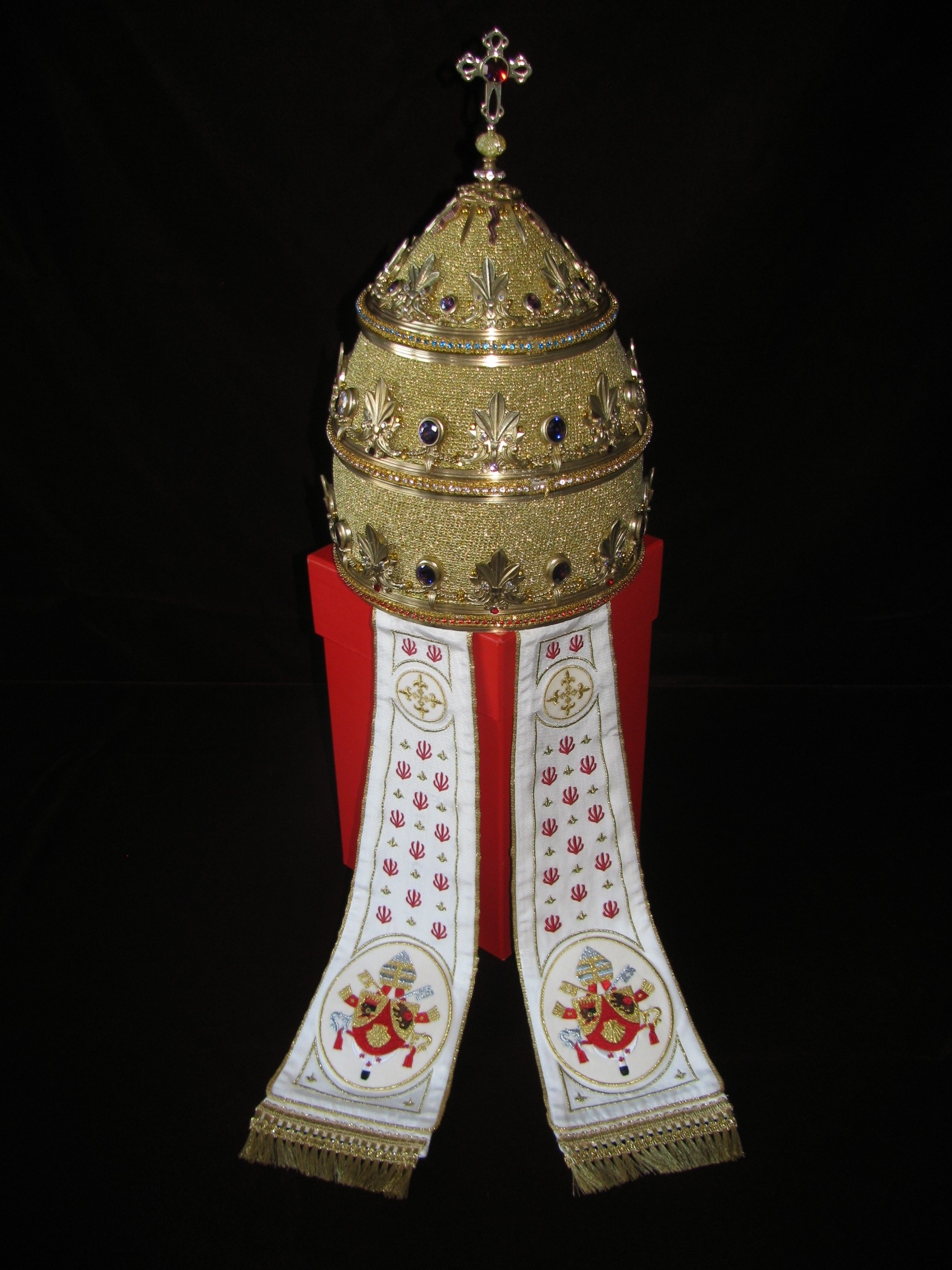
La tiare offerte au pape Benoît XVI en mai 2011 ; les deux fanons de la tiare sont frappés de ses armoiries pontificales.

### La symbolique pérenne de la tiare papale jusqu'au pape François
Bien qu'elle n'ait plus été matériellement portée depuis Paul VI, la figure de la tiare reste présente : elle figure officiellement sur le drapeau de l'État de la Cité du Vatican et dans les armoiries du Siège apostolique, d'une part, et, d'autre part, soit sous sa forme traditionnelle, soit sous celle d'une mitre stylisée « en tiare », elle apparaît dans les armoiries de tous les successeurs de Paul VI. Lors de son avènement en 2005, voulant rappeler le caractère épiscopal intrinsèque à la papauté, le pape Benoît XVI décida de faire figurer la mitre épiscopale à la place de la tiare dans la première des deux versions de ses armoiries personnelles, mitre qui comporte trois bandes d'or horizontales évoquant symboliquement les trois couronnes de la tiare. Dans une seconde version, précisément depuis l'angélus du 10 octobre 2010, la tiare traditionnelle a de nouveau figuré dans les armoiries pontificales de Benoît XVI (sur la grande bannière déroulée de la fenêtre de son bureau lors de ses apparitions publiques),. Ces deux versions (mitre évoquant la tiare ou bien tiare proprement dite) « cohabiteront » durant son pontificat, avec un usage un peu plus fréquent de la première version. C'est cette version-là que le pape François allait à son tour adopter dans ses armoiries personnelles, à savoir la mitre à trois bandeaux d'or superposés, référence aux trois couronnes de la tiare, et reliés entre eux par une ligne d'or verticale signifiant l'unité du triple pouvoir pétrinien : pouvoir d'Ordre, pouvoir de Juridiction et pouvoir de Magistère exercés par le Pontife romain.